# Ђуроју (Валча)
Ђуроју (рум. Giuroiu) насеље је у Румунији у округу Валча у општини Стоилешти. Oпштина се налази на надморској висини од 370 m.

## Становништво
Према подацима из 2002. године у насељу је живело 115 становника, од којих су сви румунске националности.